# Fun’ambule

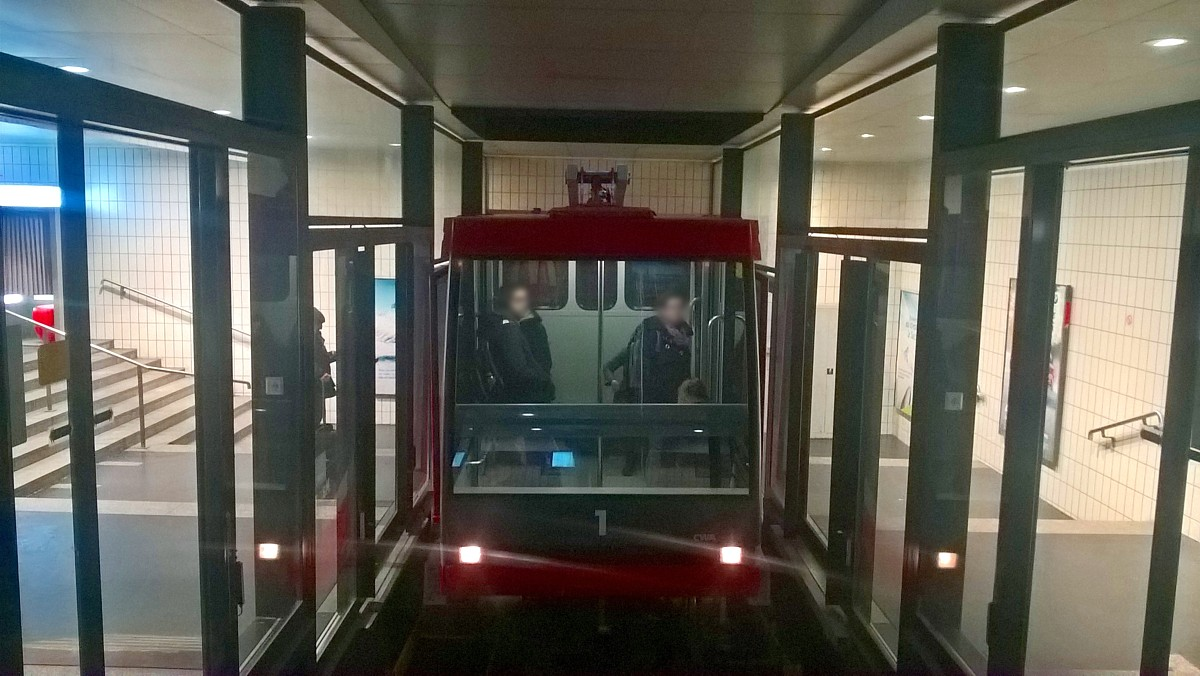
Wagon nr 1 (Maxime)

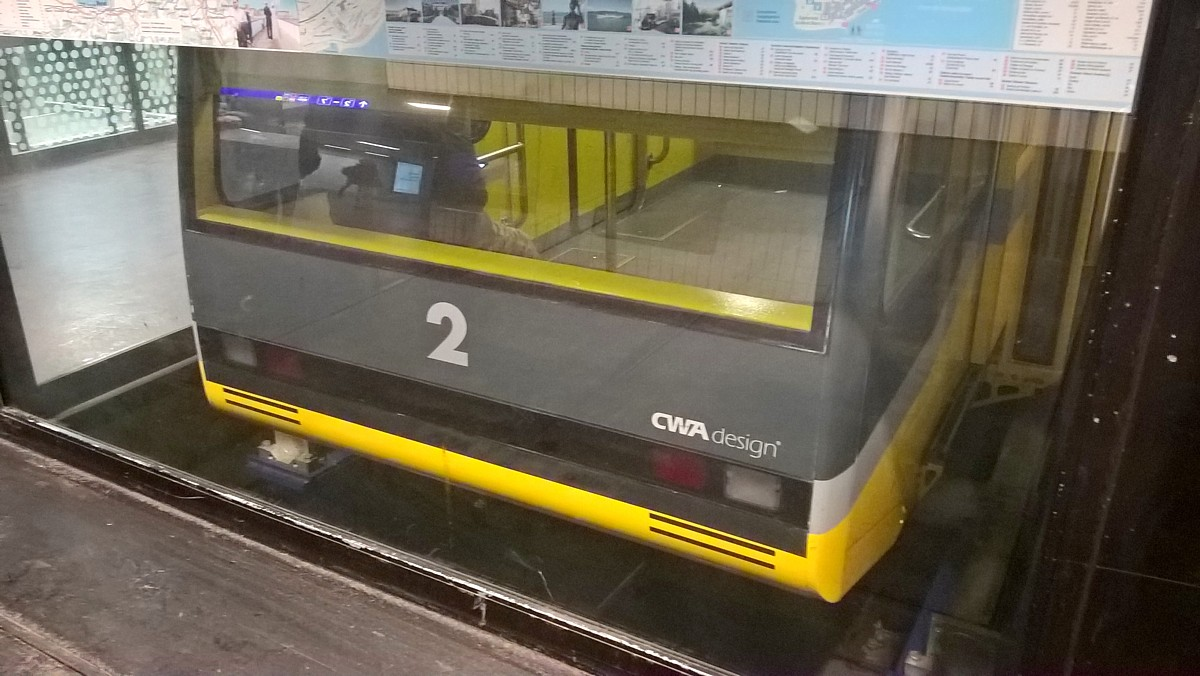
Wagon nr 2 (Léa)

Fun’ambule – automatyczna, poprowadzona głównie w tunelu, kolej linowo-terenowa w szwajcarskim Neuchâtel (kanton Neuchâtel). Linia łączy dworzec kolei publicznej w Neuchâtel (CFF, ok. 480 m n.p.m.) z budynkami tamtejszego Uniwersytetu położonymi niżej (ok. 433 m n.p.m.), na terenie Ogrodu Angielskiego (Jardin Anglais), nad brzegiem Jeziora Neuchâtel.

## Historia
17 marca 1999 rozpoczęto prace budowlane. Zaczęto od robót w Ogrodzie Angielskim, a następnie kontynuowano je w pobliżu Ruelle Vaucher i Vieux-Châtel, przy portalu tunelu, w części prowadzącej bezpośrednio do stacji kolejowej CFF. W tym samym czasie podjęto prace przy budowie górnej stacji przy dworcu CFF.
Od 27 kwietnia 2001 kolej łączy stację CFF z Ogrodem Angielskim w niecałe dwie minuty. Skład odjeżdża co 3 minuty i porusza się z prędkością 8 m/s, zapewniając przepustowość ponad 3000 osób na godzinę.
Obie stacje wyposażone są m.in. w kiosk, bankomat i windę. Z dolnej stacji przejście pod Avenue du 1er Mars bezpośrednio łączy Fun’ambule z obiektami uniwersytetu, dzielnicą Beaux-Arts i Young Rives nad jeziorem Neuchâtel.
Wagony mają pojemność 126 osób. Zbudowane są z czterech modułów. Utrzymują podłogę w poziomie, pomimo zmian nachylenia terenu od 0% do 34%. Są zbudowane przez firmę CWA w Olten pod nadzorem grupy Garaventa w Goldau.
Wybór umiejscowienia stacji dolnej był krytykowany przez część środowisk, ponieważ stacja ta znajduje się w pewnej odległości od centrum miasta. Władze miejskie tłumaczyły swoją decyzję polityką transportową, mającą na celu stworzenie nowego centrum atrakcji poza starym śródmieściem.
Podczas prac budowlanych ujawniono stanowisko archeologiczne w Ogrodzie Angielskim – pozostałości prehistorycznej (neolitycznej) osady zbudowanej nad jeziorem około 3500 lat p.n.e., prawie pięć metrów poniżej powierzchni obecnego gruntu. Odkopano m.in. kamienne siekiery, kamienie szlifierskie, narzędzia krzemienne, fragmenty ceramiki i groty strzał wykonane z kryształu górskiego.

## Parametry techniczne
Kolej charakteryzuje się następującymi parametrami technicznymi:
- trakcja elektryczna,
- układ torowisk: pojedynczy tor (z mijanką),
- długość: 330 metrów,
- rozstaw toru: 1600 mm,
- różnica poziomów: 46 metrów,
- minimalne pochylenie: 0%,
- maksymalne pochylenie: 34%,
- liczba wagonów: 2 (nazwy: Léa i Maxime),
- prędkość maksymalna: 8 m/s,
- pojemność jednego wagonu: 126 osób[1].

## Nazwa
Obecna nazwa linii wyłoniona została w konkursie zorganizowanym wśród młodzieży z kantonu Neuchâtel. Złożono wówczas ponad 350 propozycji. Zwycięską nazwę oficjalnie przyjęto 27 kwietnia 2001.